# Gerberga de Saxònia
Gerberga de Saxònia (913/914 - 5 de maig del 984 a Reims o 3 de febrer de 969 a Laon) fou duquessa de Lotaríngia i va ser després reina de França.
Descrita com ben educada i intel·ligent, sempre va estar amb el seu marit (almenys amb el segon) en totes les seves expedicions i batalles. Va organitzar la defensa de la ciutat de Laon assetjada per les tropes d'Hug el Gran. Quan el rei Lluís IV va ser capturat pel duc de Normandia, va lluitar pel regne i va negociar el seu alliberament, probablement amb l'ajuda del seu germà Otó I.
El 954 va tornar a quedar vídua i fou regent durant la minoria del seu fill Lotari amb el suport de la seva germana, la vídua d'Hug el Gran i el seu germà Brunó, arquebisbe de Colònia. A continuació va poder controlar les revoltes dels grans vassalls del regne i va arreglar el matrimoni del seu fill Lotari el 966 amb Emma d'Itàlia, neboda política, per fer aliança amb Alemanya.
Va morir a Reims, el 969, segons algunes fonts, o 984 segons altres; a la làpida a l'interior de l'abadia de Sant Remigi de Reims es llegeix el seu nom i la data de la seva mort: 969. Està enterrada al cor de l'abadia de Saint-Remy de Reims.

## Família
Era la filla d'Enric I l'Ocellaire, rei d'Alemanya i de Matilde de Reingelheim (Santa Matilde) i germana de l'emperador Otó I, emperador del Sacre Imperi. Es va casar el 928/929 amb Gislebert duc de Lotaríngia (? - 939), al que va donar quatre fills:
- Enric, duc titular (nominal) de Lotaríngia titular, qui va morir al voltant de 944;
- Albarada, es va casar amb Renald, comte de Roucy;
- Hedwiga;
- Gerberga, es va casar amb el comte Albert el Pietós (? - 987), de Vermandois.

Gislebert va morir durant una batalla perduda a l'octubre de 939 contra l'emperador Otó I, en la que es va ofegar al Rin mentre intentava fugir. La duquessa Gerberga es va tornar a casar a finals de 939 amb el rei de França Lluís IV d'Ultramar (921 -954) al que va donar set fills: 
- Lotari (941 -986), el seu successor en el tron de França;
- Matilde, (943 - 992) casada el 964 a Conrad III de Borgonya, anomenat el Pacífic;
- Carles o Carloman, va néixer el 945 i va morir abans de 953;
- Una nena nascuda el 947/948;
- Lluís (948 - 954);
- Carles, duc de Baixa Lorena (953 -991);
- Enric (953 - 953), bessó de Carles de Baixa Lotaríngia.